# Aeneator benthicolus
Aeneator benthicolus är en snäckart som beskrevs av Dell 1963. Aeneator benthicolus ingår i släktet Aeneator och familjen valthornssnäckor. Inga underarter finns listade i Catalogue of Life.